# Tangunan
Tangunan is een bestuurslaag in het regentschap Mojokerto van de provincie Oost-Java, Indonesië. Tangunan telt 2047 inwoners (volkstelling 2010).